# 인천초은초등학교
인천초은초등학교는 대한민국 인천광역시 서구에 있는 공립 초등학교이다.

## 학교 연혁
- 2011. 03. 01 학교 설립 인가
- 2011. 03. 01 인천초은초등학교 개교(10학급)
- 2011. 03. 01 신기문 초대 교장 선생님 취임
- 2011. 03. 02 1학년 신입생 입학식(43명), 2-6학년 시업식
- 2011. 05. 02 초은초 이전 기념식, 학급 증설(2,4학년 1학급씩 증설, 총 12학급)
- 2011. 09. 01 학급증설로 24학급 편성(각 학년 2학급씩 증설로 총 24학급 편성)
- 2011. 09. 01 학급증설로 교사 15명 전입(기간제교사, 유치원기간제교사 포함)
- 2011. 10. 11 개교기념식 및 개교기념운동회
- 2011. 12. 01 도서관개관식 및 도서기증
- 2012. 02. 10 제1회 졸업식(졸업생 90명, 남 45명, 여 45명)
- 2012. 03. 01 에너지 절약 정책추진학교 지정(기간: 2012.03.01 ~ 2014.02.28)
- 2012. 03. 02 총 43학급(남: 620명, 여: 550명, 총 학생수: 1170명)
- 2012. 03. 02 1학년 신입생(225명) 입학식
- 2012. 09. 01 총 36학급(4,5학년 1학급씩 증설 / 남:532명, 여:480명, 총 학생수: 1012명)
- 2012. 09. 01 인천청일초등학교로 9학급 분리
- 2012. 11. 15 제1회 초은 학예 발표회
- 2012. 12. 12 2012 교육재정효율화 으뜸학교 평가결과 우수학교 선정
- 2013. 02. 20 제2회 졸업식(졸업생 195명, 남 97명, 여98명)
- 2013. 03. 01 교원 53명(교장1, 교감1, 유치원4 포함)
- 2013. 03. 01 초등 40학급, 유치원 3학급 편성
- 2013. 03. 04 2013학년도 2~6학년 시업식
- 2013. 03. 04 1학년 신입생(남83명, 여81명) 입학식
- 2013. 11. 21 에너지절약교육정책추진학교 종결보고회
- 2014. 03. 01 초등 42학급(특수학급 1포함), 유치원 4학급 편성
- 2014. 03. 01 교원 56명(교장1, 교감1, 유치원4 포함)
- 2014. 03. 03 2014학년도 2~6학년 시업식
- 2014. 03. 03 2014학년도 1학년 신입생(남97, 여97명) 입학식
- 2014. 10. 21 제2회 초은 학예 발표회
- 2015. 02. 13 제4회 졸업식(졸업생 154명, 남81명, 여자73명)
- 2015. 03. 01 초등 43학급(특수학급 1포함),유치원 4학급 편성
- 2015. 03. 01 교원 58명(교장1, 교감2, 유치원4 포함)
- 2015. 03. 02 2015학년도 2~6학년 시업식
- 2015. 03. 02 2015학년도 1학년 신입생 입학식(남115명, 여100명, 총215명)

## 참고 자료
- 인천초은초등학교 - 한국교육학술정보원 학교알리미